# Ектор Тімерман
Ектор Маркос Тімерман (ісп. Héctor Marcos Timerman; 16 грудня 1953, Буенос-Айрес — 30 грудня 2018, там само) — аргентинський дипломат, правозахисник, журналіст, редактор. Міністр закордонних справ Аргентинської республіки (2010—2015).

## Біографія
Народився 16 грудня 1953 року в Буенос-Айресі, в єврейській родині аргентинського журналіста-правозахистника Якобо Тімермана, вихідця з українського міста Бар, і його дружини Ріші. Працював журналістом у видавництвах La Tarde (Аргентина), New York Times, Los Angeles Times, Newsweek та The Nation.
У 1977 році його батька Якоба було викрадено. З 1978 року проживав у еміграції в США. З 1981 року — доктор філософії з міжнародних відносин. У 1989 році повернувся в Аргентину, де заснував видавництво, працював телеведучим.

## Дипломатична діяльність
З 2004 року — Генеральний консул Аргентини в Нью-Йорку.
З 2007 року — Надзвичайний і Повноважний Посол Аргентини в США.
З 18 червня 2010 до 9 грудня 2015 року — Міністр закордонних справ, міжнародної торгівлі та культу Аргентинської Республіки.
З 18 по 20 квітня 2011 року — Міністр закордонних справ, міжнародної торгівлі та культу Ектор Тімерман відвідав Київ та взяв участь у «Київському саміті з питань безпечного та інноваційного використання ядерної енергії». Під час свого візиту міністр мав зустрічі з Володимиром Литвином та іншими представниками влади України.. 20 квітня 2011 року під час зустрічі міністра Ектора Тімермана із своїм Міністром закордонних справ України Костянтином Грищенком були підписані дві важливі двосторонні угоди.